# Самоомраза
Самоомразата се отнася до изключително неодобрение или омраза към себе си, гняв или предразсъдък, насочени срещу собствената личност или срещу собствените действия. Отнася се и за неодобрение или омраза срещу група хора, семейство, социална класа, раса, пол, националност, към които даден субект принадлежи, или срещу определен стереотип, на който отговаря. Например „етническа самоомраза“ е крайното неодобрение на собствената етническа група или културна идентификация. Самоомразата може да се асоциира с определени аспекти на автофобията.
Самоомразата и срамът са важни фактори при някои психически разстройства, по-специално такива, които включват убеждението, че субектът има някакъв дефект на тялото или външния вид (т.нар. дисморфофобия). Самоомразата също е симптом на много личностни разстройства, както и на депресия. Може да бъде свързана и с вина от собствените действия, които биват възприемани като провал.
Психологическо разстройство, което може да включва самоомраза, е самонараняването, при което субектът може да чувства потребност да се нарани като отдушник на депресията, неспокойствието или гнева. В някои случаи самонараняването може да доведе до инцидентна смърт или самоубийство. Това не е категоричен индикатор обаче, че самоубийството е било желано или обмисляно.